# Bridlington
Bridlington est une ville côtière et station balnéaire du Yorkshire de l'Est, dans le nord de l'Angleterre. Elle compte 33 837 habitants (2001).

## Politique et administration

### Jumelages
Millau
 Bad Salzuflen

## Culture et patrimoine
Le promontoire de Flamborough Head est à l'est de la ville.

## Personnalités
Le joueur de cricket Cecil Burton (1887-1971) et les footballeurs Craig Short (1968) et Richard Cresswell (1977) y sont nés. L'artiste Margaret Harrison y a vécu durant sa jeunesse.
Jake Thackray a écrit, composé et interprété une chanson intitulée The Widow of Bridlington.